# Diecezja wileńsko-lidzka
Diecezja wileńsko-lidzka – jedna z diecezji Polskiego Autokefalicznego Kościoła Prawosławnego.
Była to najmniejsza z jednostek administracyjnych PAKP, obejmująca terytorium województwa wileńskiego oraz trzech powiatów nowogródzkiego: lidzkiego, stołpeckiego i wołożyńskiego. Według danych z 1922 dzieliła się na 12 dekanatów, na terenie których działało 97 parafii i 22 placówki filialne. Pracę duszpasterską prowadziło w nich 125 kapłanów. Na terytorium eparchii zamieszkiwało 306 152 wiernych. W diecezji wileńsko-lidzkiej działały trzy monastery: Monaster Świętego Ducha w Wilnie, monaster Trójcy Świętej w Wilnie i monaster św. Marii Magdaleny w Wilnie.

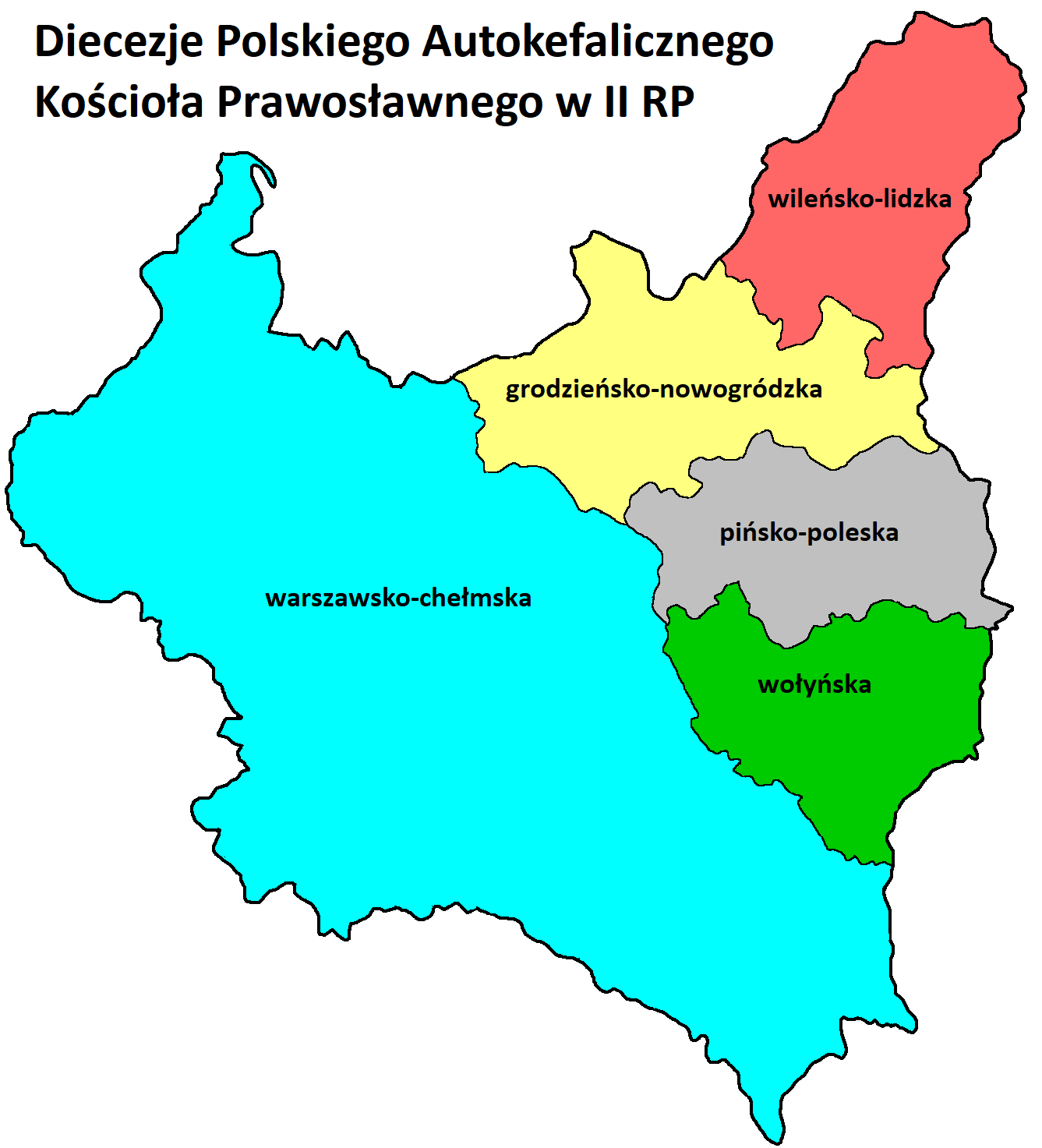
Diecezje PAKP w II RP

Diecezja przestała funkcjonować w dotychczasowym kształcie w 1939, gdy jej ordynariusz, arcybiskup Teodozjusz (Fieodosijew) odszedł z urzędu i zamieszkał w monasterze Świętego Ducha w Wilnie. Zarząd nad terytorium diecezji oddał metropolicie Eleuteriuszowi (Bogojawleńskiemu), który przed I wojną światową był arcybiskupem wileńskim i litewskim, zaś w dwudziestoleciu międzywojennym kierował strukturami prawosławnymi na terytorium niepodległej Litwy. Oznaczało to ponowne przejście diecezji w jurysdykcję Patriarchatu Moskiewskiego.